# Мале Карачкіно
Мале́ Кара́чкіно (рос. Малое Карачкино, чув. Пушкăрт) — село у Чувашії Російської Федерації, адміністративний центр Малокарачкінського сільського поселення Ядринського району.
Населення — 401 особа (2010; 509 в 2002, 823 в 1979, 502 в 1939, 1525 в 1927, 1209 в 1897, 719 в 1858, 436 в 1795). У національному розрізі у селі мешкають чуваші та росіяни.

## Історія
До 1925 року назва вживалась як сукупна для околотків Анаткаси, Пошкарди, Березовий та Емякаси, або як синонім одного з них — Анаткаси. До 1866 року селяни мали статус державних, займались землеробством, тваринництвом. Діяв храм Казанської ікони Божої Матері (1870–1941). На початку 20 століття діяло церковнопарафіяльна школа, школа Міністерства народної просвіти, 2 бібліотеки, пожежна дружина, кредитне товариство (з 16 березня 1911 року), працювала кузня. У 1920-ті роки діяли початкова школа, олійня, кредитне товариство (з 29 березня 1924 року), споживче товариство «Допомога» (з 6 травня 1924 року), бджільницьке товариство «Труд» (з 19 серпня 1925 року), працювали різні майстерні. 1929 року створено колгосп «Нова путь». До 22 липня 1920 року село входило до складу Кожважсігачинської та Малокарачкінської (село було її адміністративним центром) волостей, Козьмодемьянського повіту; до 5 жовтня — у складі Чебоксарського повіту, до 1927 року — у складі Ядринського повіту (до 14 жовтня 1926 року як волосний центр). Після переходу 1927 року на райони — у складі Татаркасинського (1927-1939), Сундирського (1939-1962) та Ядринського (з 1962 року) районів.

## Господарство
У селі діють школа, фельдшерсько-акушерський пункт, клуб, бібліотека, 2 спортивних майданчики, пошта, музей, 2 магазини, їдальня, церква (з 1994 року).